# 内田健司
内田 健司（うちだ けんし、1987年〈昭和62年〉5月14日 - ）は日本の俳優である。株式会社nora所属。

## 略歴
2011年3月、立教大学現代心理学部卒業。2011年に友人の薦めにより、蜷川幸雄主宰の『さいたまネクスト・シアター』の第2期生オーディションに応募し517名の中から合格。その後全てのネクストシアター公演に参加している。
2011年、蜷川幸雄演出『血の婚礼』でデビュー。
2013年11月、蜷川幸雄演出『ザ・ファクトリー4 ヴォルフガング・ボルヒェルトの作品からの九章−詩・評論・小説・ 戯曲より−』で主役ベックマンに抜擢され、その細い身体と静かで叙情的な語り口は観るものに衝撃を与えた。
この時の演技が『現代の若者の象徴』であるとして蜷川にインスピレーションを与え、既に決まっていた演目を変更して『蒼白の少年少女たちによるカリギュラ』の上演が決定。
タイトルロールのカリギュラ役を務め、第22回読売演劇大賞優秀男優賞・優秀作品賞にノミネート。
全くの無名ながら錚々たる俳優達の中に名を連ね、蜷川幸雄の最後の秘蔵っ子として注目され始める。
劇団公演以外でも数多くの蜷川作品に参加。『わたしを離さないで』ケン役、『太陽2068』佐々木拓海役なで出演し、個性的な演技は強烈なインパクトを与えた。
2015年藤原竜也主演の『ハムレット』ではフォーティンブラス役に抜擢、『リチャード二世』では再びタイトルロールを演じ、第3回ハヤカワ悲劇喜劇賞を受賞。
映像作品では、2016年連続ドラマW『賢者の愛』で田辺誠一演じる澤村諒一の20代の頃を好演し映像進出。
その後は2018年8月カンテレ・フジテレビ系 ドラマスペシャル『68歳の新入社員』広川太一役、2018年10月東海テレビ制作『結婚相手は抽選で』広瀬健役などに出演。
2018年映画『猫は抱くもの』では、舞台を観た犬童一心監督の指名によりサバトラ役で出演している。

## 出演

### 舞台
- 「血の婚礼」（2011年、演出:蜷川幸雄 / 作:清水邦夫、Bunkamura シアターコクーン ほか地方公演） - 鼓笛隊 役
- 「蒼白の少年少女たちによるハムレット」（2012年、演出:蜷川幸雄 / 作:ウィリアム・シェイクスピア、彩の国さいたま芸術劇場） - ルシエーナス 役
- 「ボクの四谷怪談」（2012年、演出:蜷川幸雄 / 作:橋本治、Bunkamura シアターコクーン ほか地方公演） - 工事人夫 役
- 「ザ・ファクトリー2 『財産没収』」（2012年、演出:井上尊晶 / 監修:蜷川幸雄  / 作:テネシー・ウィリアムズ、彩の国さいたま芸術劇場） - トム 役
- 「蒼白の少年少女たちによるオイディプス王」（2013年、演出:蜷川幸雄  / 作:ソフォクレス、彩の国さいたま芸術劇場） - コロス 役
- 「鴉よ、おれたちは 弾をこめる」（2013年、演出:蜷川幸雄 / 作:清水邦夫、彩の国さいたま芸術劇場 / パリ日本文化会館 ほか地方公演）
- 「ヴェニスの商人」（2013年9月、演出:蜷川幸雄 / 作:ウイリアム・シェイクスピア、彩の国さいたま芸術劇場 ほか地方公演）
- 「ザ・ファクトリー4 "ヴォルフガング・ボルヒェルトの作品からの九章 ―詩・評論・小説・戯曲より―"」（2013年、演出:蜷川幸雄  / 作:ヴォルフガング・ヴォルフェルト、彩の国さいたま芸術劇場） - イエズス 役 / ベックマン 役
- 「蒼白の少年少女たちによる『カリギュラ』」（2014年2月、演出:蜷川幸雄  / 作:アルベール・カミュ、彩の国さいたま芸術劇場） - カリギュラ 役 ※第22回読売演劇大賞優秀男優賞・優秀作品賞ノミネート
- 「わたしを離さないで」（2014年4月 - 5月、演出:蜷川幸雄 / 作:カズオ・イシグロ、彩の国さいたま芸術劇場 ほか地方公演あり） - ケン 役
- 「太陽2068」（2014年7月 - 8月、演出:蜷川幸雄 / 作:前川知大、Bunkamura シアターコクーン） - 佐々木拓海 役
- 「火のようにさみしい姉がいて」（2014年9月、演出:蜷川幸雄 / 作:清水邦夫、Bunkamura シアターコクーン ほか地方公演） - 綱渡り少年 役
- 「鴉よ、おれたちは弾丸をこめる」（2014年11月、演出:蜷川幸雄 / 作:清水邦夫、彩の国さいたま芸術劇場 / パリ市立劇場テアトル・ラ・ビル ほか地方公演） - 青年Ｂ 役
- 「ハムレット」（2015年1月 - 5月、演出:蜷川幸雄 / 作:ウィリアム・シェイクスピア、彩の国さいたま芸術劇場  / ロンドン:バービカン・センター / 台湾:國家兩廳院 國家戲劇院） - フォーティンブラス 役
- 「リチャード二世」（演出:蜷川幸雄 / 作:ウィリアム・シェイクスピア、2015年4月:彩の国さいたま芸術劇場・2016年2月 - 4月、彩の国さいたま芸術劇場 / ルーマニアマリン・ソレスク国立劇場） - リチャード二世 役 ※第3回ハヤカワ「悲劇喜劇｣賞 受賞
- 「NINAGAWA・マクベス」（2015年9月 - 10月、演出:蜷川幸雄 / 作:ウィリアム・シェイクスピア、Bunkamura シアターコクーン ほか地方公演） - ドナルベイン 役
- 「尺には尺を」（2016年5月 - 6月、演出:蜷川幸雄 / 作:ウィリアム・シェイクスピア、彩の国さいたま芸術劇場 ほか地方公演） - フロス 役
- 「1万人のゴールド・シアター2016」（2016年12月、企画・原案:蜷川幸雄 / 作・演出:ノゾエ征爾、さいたまスーパーアリーナ）
- 「薄い桃色のかたまり」（2017年9月 - 10月、作・演出:岩松了、彩の国さいたま芸術劇場） - 若い男 役 ※第21回鶴屋南北戯曲賞受賞
- 「朝のライラック（ダーイシュ時代の死について）」（2017年12月、演出:眞鍋卓嗣 / 作:ガンナーム・ガンナーム、東京芸術劇場）
- 「BLOODY POETRY（ブラディ・ポエトリー）」（2018年2月、演出:大河内直子 / 作:ハワード・ブレントン、赤坂RED THEATER） - ジョージ・バイロン 役
- 「世界最前線の演劇2『第三世代』」（2018年11月、演出:中津留章仁 / 作:ヤエル・ロネン、彩の国さいたま芸術劇場） - カルステン 役
- 「CITY」（2019年5月、作・演出:藤田貴大、彩の国さいたま芸術劇場）
- リーディング公演『蜷の綿-Nina‘s Cotton-』（2019年、演出：井上尊晶、彩の国さいたま芸術劇場 大ホール）- 壮年 役
- さいたまネクスト・シアター サテライト企画 第7世代実験室『勝手に思うから』（2020年、作・演出：内田健司、新宿ゴールデン街劇場）
- 第7世代実験室(無観客上演配信)『たかが世界の終わり』（2020年、演出：内田健司）
- 『ピーター&ザ・スターキャッチャー』（2020年、演出：ノゾエ征爾、新国立劇場 小劇場 他）- プレンティス 役
- 悪い芝居 vol.27『今日もしんでるあいしてる』（2021年、作・演出：山崎彬、本多劇場）- 蚊又念 役
- さいたまネクスト・シアター 最終公演『雨花のけもの』（2021年、演出：岩松了、彩の国さいたま芸術劇場 小ホール）
- はえぎわ『ベンバー・ノー その意味は？』（2021年、作・演出：ノゾエ征爾、新宿シアタートップス）
- マームとジプシー『cocoon』（2022年、演出：藤田貴大、東京芸術劇場 プレイハウス）
- ほろびて『あでな//いある』（2023年、作・演出：細川洋平、こまばアゴラ劇場）
- unrato#10 舞台『三人姉妹』（2023年、演出：大河内直子、自由劇場）
- はえぎわ×彩の国さいたま芸術劇場『マクベス』(2024年2月、演出：ノゾエ征爾、東京芸術劇場 シアターイースト 他）
- 「ロボット」（2024年11月 - 12月、演出：ノゾエ征爾、シアタートラム ほか）[3]
- 「マクベス」（2025年5月、演出：吉田鋼太郎、彩の国さいたま芸術劇場）[4]
- フライングシアター自由劇場「西に黄色のラプソディ」（2025年〈予定〉、演出：串田和美、吉祥寺シアター）[5]

### ドラマ
- 秋の文学スペシャル 漱石「こころ」100年の秘密（2014年9月10日、NHK BSプレミアム） - 先生 役
- 連続ドラマW（WOWOW）
  - 賢者の愛（2016年8月20日 - 9月10日） - 澤村諒一（青年時代） 役
  - 東野圭吾「片想い」 最終話（2017年11月25日）
  - ゴールドサンセット　第6話（2025年3月30日）
- ドラマスペシャル 68歳の新入社員（2018年6月18日、カンテレ・フジテレビ系） - 広川太一 役[6]
- オトナの土ドラ（東海テレビ・フジテレビ系）
  - 結婚相手は抽選で 第6話 - 最終話（2018年11月10日 - 24日） - 広瀬健 役
  - リカ 第5話・第6話（2019年11月9日・16日） - 坂井政司 役
- 木曜ドラマF 人生が楽しくなる幸せの法則 第1話 - 第5話、第9話・最終話（2019年1月10日 - 2月7日、3月7日・14日、読売テレビ・日本テレビ系） - 西野龍樹 役
- 木曜ドラマ ケイジとケンジ〜所轄と地検の24時〜 最終話（2020年3月12日、テレビ朝日） - 甲斐慎之介 役
- 大河ドラマ 麒麟がくる 第二十回・第二十一回（2020年5月31日・6月7日、NHK総合） - 簗田政綱 役
- PICU 小児集中治療室 第2話（2022年10月17日、フジテレビ） - 内山正造 役[7]
- 土曜ドラマ 3000万 第5話 - 最終話（2024年11月2日 - 11月23日、NHK総合・NHK BSプレミアム4K） - 末次 役[8]

### 映画
- 猫は抱くもの（2018年6月23日、監督：犬童一心） - サバトラ／サニーズのファン／カラオケ店員 役
- Diner ダイナー（2019年7月5日、監督：蜷川実花） - アラーニャ 役
- 道のただなか（2024年10月20日公開、監督：鶴岡慧子）

### ラジオドラマ
- 青春アドベンチャー（NHK-FM）
  - 「夜露姫」（2018年6月4日 - 15日） - 藏人の少将 役[9]
- FMシアター（NHK-FM）
  - 『母が、来た』（2025年5月17日）[10][11]